# Every Man out of His Humour

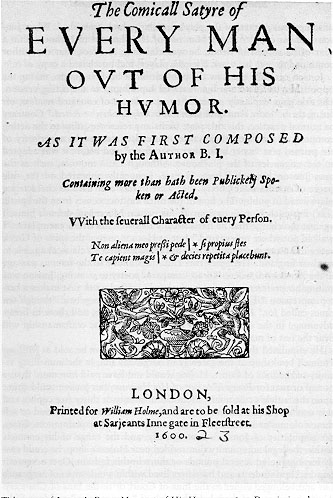
Titelseite des 1600 erschienenen Drucks von Every Man out of His Humour.

Every Man out of His Humour ist eine satirische Komödie, verfasst vom englischen Schriftsteller Ben Jonson und 1599  von der Schauspieltruppe Lord Chamberlain’s Men im Globe Theatre uraufgeführt. Das Stück ist die angelegte Fortsetzung der ein Jahr zuvor veröffentlichten Komödie Every Man in His Humour. Es war auf der Bühne weniger erfolgreich als sein Vorgänger, wurde jedoch alleine im Jahr 1600 dreimal als Quarto herausgegeben; am 8. Januar 1605 wurde es auch am königlichen Hof aufgeführt.

## Veröffentlichungsgeschichte
Am 8. April 1600 wurde die Komödie vom Buchverkäufer William Holme in das Stationers’ Register der Worshipful Company of Stationers and Newspaper Makers eingetragen, welcher auch kurz danach das erste Quarto veröffentlichte. Holmes gab im Laufe des Jahres auch eine weitere Ausgabe heraus; gedruckt wurde diese von Peter Short. Und auch eine dritte Ausgabe, diesmal von Nicholas Ling, fand 1600 den Weg in den Verkauf; von jenem Buchhändler, der drei Jahre später das Bad Quarto von Hamlet, einen Raubdruck, herausgeben sollte. W. W. Greg charakterisierte Lings „Q3“ als einen „nachlässigen und dummen (orig: „ignorant“) Nachdruck“ des Q1.

## Handlung
Der Charakter Sogliardo, den Jonson in seinem Panoptikum gesellschaftlicher Wirrköpfe zeigt, ist ein gerade in die Stadt gezogener Bauerntölpel, der mit einem kürzlich erworbenen Titel und Wappen prahlt, das in Jonsons Beschreibung einem Narrenkleid ähnelt. Er lässt einen anderen Charakter Sogliardo raten das Motto „Nicht ohne Senf“ („Not Without Mustard“) zu verwenden. Dies wurde von einigen Kritikern als Hinweis auf William Shakespeares kürzlich erworbenes Wappen mit dessen goldenen Farbe und seinem Motto „Non Sans Droit“ ausgelegt (übersetzt „Nicht ohne Recht“).
Das Stück zeigt eine Reihe von verschiedenen Figuren, welche jeweils durch ihren eigenen Humour, eine schrullige Eigenart, charakterisiert sind. Macilente, ein boshafter Nörgler; Carlo Buffone, ein zynischer Clown; der treuliebende Deliro und seine herrschsüchtige Frau Fallace; Fastidious Brisk, ein affektierter Höfling, der Mode liebt; Sordido, ein geiziger Bauer und sein Sohn Fungoso, der gerne ein Höfling werden möchte; Sogliardo, ‘ein unverzichtbarer Clown, verzückt von dem Namen eines Gentlemans' (der niedrigste englische Adelstitel, den er kürzlich für 30 Pfund erworben hat – eine Anspielung auf Shakespeare, der zuvor das Gleiche tat); und Puntarvolo, ein prahlerischer Ritter, der darauf wettet, dass er, sein Hund und seine Katze nach Konstantinopel und zurück reisen könnten. Durch verschiedene Episoden wird jeder Charakter schließlich „out of his humour“ („aus seinem Humor [Schrulligkeit]“) vertrieben. Zwei verständige Zuschauer, Mitis und Cordatus, geben dazu einen moralischen Kommentar ab.

## Urbesetzung
Als das Stück in Jonsons 1616 veröffentlichtem Folio erschien, enthielt es auch die Besetzungsliste der Produktion, wie sie  1599 von den Lord Chamberlain’s Men am gerade erst errichteten Globe Theatre aufgeführt wurde. Somit sind die Namen der führenden Schauspieler bekannt: Richard Burbage, John Heminges, Henry Condell, Augustine Phillips, Thomas Pope und William Sly. Shakespeare war offenbar nicht aufgestellt, jedoch nahm er bereits teil an Every Man in His Humour, welches im Vorjahr produziert wurde.

## Anspielungen als Bestandteil einer Fehde
Every Man Out enthält in der ersten Szene des 3. Akts einer Aufführung, die im Herbst 1599 im Globe Theatre erfolgte, eine Anspielung auf seinen Kollegen John Marston und sein Stück Histriomastix, mit welchem er sich in einer Fehde befand (siehe War of the Theatres).
Hier lässt er seine Figur Carlo Buffone im Stile Marstons reden: Schwülstig und auch vulgär überzeichnet. Es ist auch das erste Erscheinen Jonson in dieser öffentlich geführten Auseinandersetzung.
Edmund Kerchever Chambers sieht in den Figuren Fastidious Brisk und Carlo Buffone, ähnlich den Paaren Hedon und Anaides in Jonsons Cynthia’s Revels und Crispinus und Demeter in Poetaster-Darstellungen von Marston und Thomas Dekker.
Es wird aber nun eher angenommen, dass es eine Darstellung eines Londoner mit zweifelhaftem Ruf namens Charles Chester sei. Chester kommt dem Wort Jester (Narr) nahe und wurde hier zusammen mit seinem Vornamen für das Stück italinisiert (Buffone = Hanswurst). John Aubrey erzählt gerüchteweise, dass Chester „ein kühner, unverschämter Kerl […] ein ewiger Redner“ war und „ein Geräusch wie eine Trommel in einem Zimmer“ machte. So soll er einmal in einer Taverne mit Sir Walter Raleigh gesessen haben, als dieser ihn schlägt und seinen Mund (Ober- und Unterlippenbart) mit Hartwachs versiegelt. Es ist denkbar, dass Jonson Marston verspotteten wollte und diese Type als Vorbild diente.
Every Man out of His Humour enthält viele Bezugnahmen zu Shakespeare und seinen zeitgenössischen Werken: so eine Erwähnung des Landrichters Stille (Justice Silence) von Heinrich IV., Teil 2 („this is a kinsman to Justice Silence“, in Akt V, Szene ii) und zwei Anspielungen an  Julius Caesar, was neben der überlieferten Theaterbeobachtung des Schweizers Thomas Platter ebenfalls half das Werk Shakespeares auf das Jahr 1599 zu datieren. „Et tu, Brute“ erscheint im 5. Akt, vierte Szene von Every Man Out … und noch einmal in der ersten Szene des 3. Aktes „reason long since is fled to animals“, eine Paraphrase von Shakespeares Satz „O judgment, thou art fled to brutish beasts“ in Julius Caesar, Akt III, Szene ii, Zeile 104.

## Belegende Literatur
- Edmund Kerchever Chambers: The Elizabethan Stage. 4 Bände, Oxford, Clarendon Press, 1923.
- F. E. Halliday: A Shakespeare Companion 1564–1964., Penguin, Baltimore 1964.